# Ängsäckspindel
Ängsäckspindel (Clubiona reclusa) är en spindelart som beskrevs av O. Pickard-Cambridge 1863. Ängsäckspindel ingår i släktet Clubiona och familjen säckspindlar. Arten är reproducerande i Sverige. Inga underarter finns listade i Catalogue of Life.